# Cend-Ajuuszijn Oczirbat
Cend-Ajuuszijn Oczirbat (mong. Цэнд-Аюушийн Очирбат; ur. 19 listopada 1974) – mongolski judoka. Dwukrotny olimpijczyk. Odpadł w eliminacjach w Sydney 2000 i Atenach 2004. Walczył w wadze półśredniej i średniej.
Uczestnik mistrzostw świata w 1997, 1999, 2001 i 2003. Startował w Pucharze Świata w 1997 i 1998. Srebrny medalista igrzysk azjatyckich w 2002. Brązowy medalista mistrzostw Azji w 2000, 2001 i 2003. Trzeci na mistrzostwach Azji Wschodniej w 2006 roku.

## Letnie Igrzyska Olimpijskie 2000
| Konkurencja | Eliminacje                      | Eliminacje           | Eliminacje             | Klas. końcowa |
| Konkurencja | Przeciwnik I                    | Przeciwnik II        | Przeciwnik III         | Miejsce       |
| ----------- | ------------------------------- | -------------------- | ---------------------- | ------------- |
| 81 kg       | Salifou Koucka Ouiminga (BFA) Z | Adil Belgaïd (MAR) Z | Álvaro Paseyro (URU) P | 3 runda       |

## Letnie Igrzyska Olimpijskie 2004
| Konkurencja | Eliminacje          | Eliminacje              | Klas. końcowa |
| Konkurencja | Przeciwnik I        | Przeciwnik II           | Miejsce       |
| ----------- | ------------------- | ----------------------- | ------------- |
| 90 kg       | Krisna Bayu (INA) Z | Carlos Honorato (BRA) P | 2 runda       |